# Церква Новомучеників українського народу (Тернопіль)
Церква Новомучеників українського народу в Тернополі — парафія і храм Тернопільсько-Зборівської архієпархії Української греко-католицької церкви в Тернополі (деканат м. Тернополя — Центральний).

## Історія церкви
Місце для будівництва храму урочисто освячене владикою Василієм Семенюком 7 квітня 2011 року. Новий храм, проєкт якого розробив архітектор Михайло Нетриб'як, був освячений о. митратом Романом Гриджуком 4 вересня 2011 року.
При парафії діють такі спільноти та організації:
- Вівтарна дружина.
- Молодіжний хор.
- Спільнота «Матері в молитві».
- Група «Біблійне коло».

Навесні 2012 року на парафії започатковано Золоту книгу тверезості. На території Тернопільської дирекції Львівтрансгазу, що знаходиться в межах парафії, є Грот Люрдської Богородиці. Парафія володіє двокімнатним помешканням для священника на вулиці К. Студинського, 18.

## Парохи
- о. Йосафат Говера (2003—?),
- о. Мирослав Богак (22 листопада 2011 — 2013),
- о. Ігор Махніцький (з 28 травня 2013),
- о. д-р Володимир Дарморіс (сотрудник).